# Чурбанов Сергій Анатолійович
Сергі́й Анато́лійович Чурба́нов — полковник Збройних сил України, учасник російсько-української війни.

## Нагороди
- За особисту мужність і високий професіоналізм, виявлені у захисті державного суверенітету та територіальної цілісності України, вірність військовій присязі нагороджений орденом Богдана Хмельницького III ступеня (6.1.2016).[1]
- За особисту мужність і самовіддані дії, виявлені у захисті державного суверенітету та територіальної цілісності України, вірність військовій присязі нагороджений орденом Богдана Хмельницького II ступеня (7.5.2022).[2]